# Ministerium für religiöse Stiftungen (Ägypten)

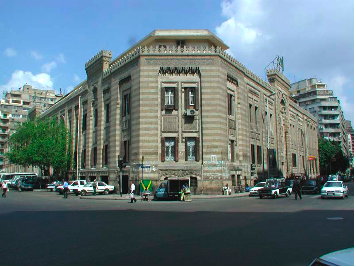
Sitz des Ministeriums

Das Ministerium für religiöse Stiftungen (arabisch وزارة الأوقاف, DMG Wizārat al-Auqāf) ist Teil der ägyptischen Regierung.

## Grundlegendes
Ägyptische Herrscher weisen nicht zu ihrer Legitimation eine Abstammung von Mohammed nach. Der Wazir al-Auqaf wird von den weltlichen Herrschern genutzt, um deren Machtansprüche in der religiösen Sphäre geltend zu machen und eine religiöse Autorität zu generieren. Der ägyptische Staat ist ein Staat mit ökonomisch relevanten Gruppen, die auch anderen Religionsgemeinschaften als dem Islam angehören. Soweit diese Gruppen mit Religionszugehörigkeit über Stiftungen in Ägypten verfügen, ist für sie der Minister für Stiftungen nach islamischem Recht zuständig.
Aus Gründen der Machtökonomie sind die Betrachtungen des islamischen Rechts durch die Minister für Stiftungen nach islamischem Recht feudal tolerant.

## Historische Besonderheiten
In der Dynastie des Muhammad Ali wurde das Amt auch unter der Bezeichnung "Dīwān al-Awqaf" geführt, für welchen ein Šāhid al-Awqāf, ein notarieller Zeuge der Awqāf (arab. Plural von Waqf), die Buchhaltung der Awqāf prüfte.
1971 wurde eine Waqf Authority gegründet, welche Land der koptischen Kirche beschlagnahmte.

## Amtsinhaber
- 1952: Azhari Sheikh Ahmed Hassan Al-Bakouri[2]
- 1971 – 1973 ʿAbd al-Halīm Mahmūd
- 1975 – 1976: Mohammed Hussein Al-Dhahabi (* 1910; † 4. Juli 1977)
- November 1976 – Oktober 1978 Muhammad Mitwallī asch-Schaʿrāwī
- 1984 – 1986: Muhammad Al-Ahmadi Abu al-Nur
- 1986 – 1988: Sheikh Hasan Al-Baquri[Anmerkung 1]
- 1988 – 1996: Mohammed Ali Mahgoub
- Juli 1997 – 29. Januar 2011: Mahmoud Zakzouk
- 29. Januar 2011 – 17. Juli 2011: Abdallah Al-Husseiny
- Seit 17. Juli 2011 – 2013: Mohamed Abdel Fadil El-Qousy
- 2013 – 2024: Mohamed Mokhtar Gomaa
- Seit 2024: Usama al-Azhari[3]